# 豊島逸夫
豊島 逸夫（としま いつお、1948年〈昭和23年〉 - ）は日本の貴金属トレーダー、経済評論家。ワールド・ゴールド・カウンシル日本代表を経て、豊島逸夫事務所代表。

## 経歴
東京都出身。1972年一橋大学経済学部を卒業し、三菱銀行（現・三菱UFJ銀行）に入行。同行を退社し、1975年からスイス銀行外国為替貴金属部ディーラー。ニューヨーク金市場フロアトレーダーを経て、東京金市場設立に参画。1985年にワールド・ゴールド・カウンシルに入り、投資事業本部アジア・オセアニア地域担当本部長や日韓地域代表を歴任。2011年豊島逸夫事務所を設立し、同代表就任。2014年には元担当編集者の治部れんげを事務所の副代表に招聘。経済評論などを行う。

## 著作

### 著書
- 『金を通して世界を読む』（日本経済新聞出版社、2008年）
- 『3000円から始める金投資』（小学館、2009年）
- 『金に何が起きているのか』（日本経済新聞出版社、2010年）
- 『日経ホームマガジン 豊島逸夫が読み解く 金&世界経済 』（日経BP社、2011年）
- 『金はどうして騰がるのか』（宝島社、2011年、亀井幸一郎と共著）
- 『日経ホームマガジン 不安を生き抜く! 「金」読本』（日経BP社、2012年）
- 『日経ホームマガジン 豊島逸夫が語り尽くす 金 為替 世界経済』（日経BP社、2014年）

### テレビ出演
- 教えて!ニュースライブ 正義のミカタ
- ワールドビジネスサテライト
- おはよう朝日です
- 報道ステーション
- あさチャン!
- モーニングバード!
- スーパーニュース
- ビートたけしのTVタックル
- マネーの羅針盤